# Eldersburg
Eldersburg est une census-designated place située dans le comté de Carroll, dans l’État du Maryland, aux États-Unis. Lors du recensement de 2020, elle comptait 32 582 habitants.